# Continents à la dérive
Continents à la dérive  (titre original : Continental Drift)  est un roman de Russell Banks paru en 1985. 
En France, le roman est d'abord traduit sous le titre Terminus Floride en 1987, avant d'être réédité sous le titre Continents à la dérive en 1994.

## Résumé
Situé au début des années 1980, le roman narre deux histoires, dans lesquelles Banks explore la relation entre deux personnages éloignés en apparence, mais rapprochés de fait par la mondialisation que Banks compare au phénomène géologique de la tectonique des plaques. Le premier, Bob Dubois, est un ouvrier de la Nouvelle-Angleterre qui se dirige vers la Floride dans l'espoir de trouver un bon filon ; le second est Vanise Dorsinville qui, depuis Haïti, rejoint aussi la Floride. Il s'agit d'un roman ouvertement politique, qui s'est donné pour objectif de « détruire le monde tel qu'il est ».

## Prix et distinctions
En 1985, peu après la publication de Continental Drift, Banks devient lauréat du prix John Dos Passos.

## Éditions
Édition originale américaine
- (en) Russell Banks, Continental Drift, New York, Harper, 1985

Éditions françaises
- (fr) Russell Banks (auteur) et Marc Chénetier (traducteur) (trad. de l'anglais), Terminus Floride : roman [« Continental Drift »], Paris, Acropole, 1987, 346 p. (ISBN 2-7357-0059-3, BNF 34902535)
- (fr) Russell Banks (auteur) et Marc Chénetier (traducteur) (trad. de l'anglais), Continents  à la dérive [« Continental Drift »], Paris, Arles, coll. « Babel no 94 », 1994, 577 p. (ISBN 2-7427-0130-3, BNF 35683515)
- (fr) Russell Banks (auteur) et Pierre Furlan (traducteur) (trad. de l'anglais), Continents à la dérive [« Continental Drift »], Paris, Actes Sud, coll. « Lettres anglo-américaines », 2016, 442 p. (ISBN 978-2-330-07033-5)